# 387 Akvitanija
387 Akvitanija  (mednarodno ime je 387 Aquitania ) je asteroid v glavnem asteroidnem pasu. Po Tholenovem načinu razvrščanja spada med asteroide tipa S. Po SMASS razvrščanju asteroidov pa spada med asteroide tipa L .

## Odkritje
Asteroid je odkril francoski astronom Fernand Courty (1862–1921) 5. marca 1894 v Bordeauxu.. 

## Lastnosti
Asteroid Akvitanija obkroži Sonce v 4,54 letih. Njegova tirnica ima izsrednost 0,200, nagnjena pa je za 15,899° proti ekliptiki. Njegov premer je 86,19 km, okoli svoje osi se zavrti v 20,117 urah .